# SOR NB 12
SOR NB 12 – całkowicie niskopodłogowy autobus miejski produkowany przez SOR Libchavy. Jego premiera nastąpiła w 2005 roku, a produkowany jest od 2006 roku. Powstaje również odmiana z napędem gazowym SOR NBG 12.
Autobus produkowany jest w wersji z jedną lub dwiema parami podwójnych drzwi zlokalizowanych między osiami.

## Testy w Polsce
Autobus był testowany w Warszawie (22 lipca-10 sierpnia 2009) przed zapowiadanym przez MZA Warszawa przetargiem na zakup ok. 300 autobusów.
W czerwcu 2011 roku SOR NB12 testowany był także przez MPK Rzeszów w związku z planowanym przetargiem na 100 autobusów.
W październiku 2011 pojawił się na testach we Wrocławiu, choć MPK Wrocław nie planowało w najbliższych latach żadnych inwestycji w nowy tabor. Jeździł na liniach 107, 114 i 133.

## Eksploatacja
W eksploatacji liniowej w Polsce autobusy SOR NB 12 wykorzystuje przedsiębiorstwo Kłosok Żory, w obsłudze linii na terenie Rybnickiego Okręgu Węglowego oraz powiatu dzierżoniowskiego.

## Przetarg w Pradze
SOR Libchavy wygrał przetarg na dostawę 600 sztuk tego modelu dla Pragi.

## Galeria

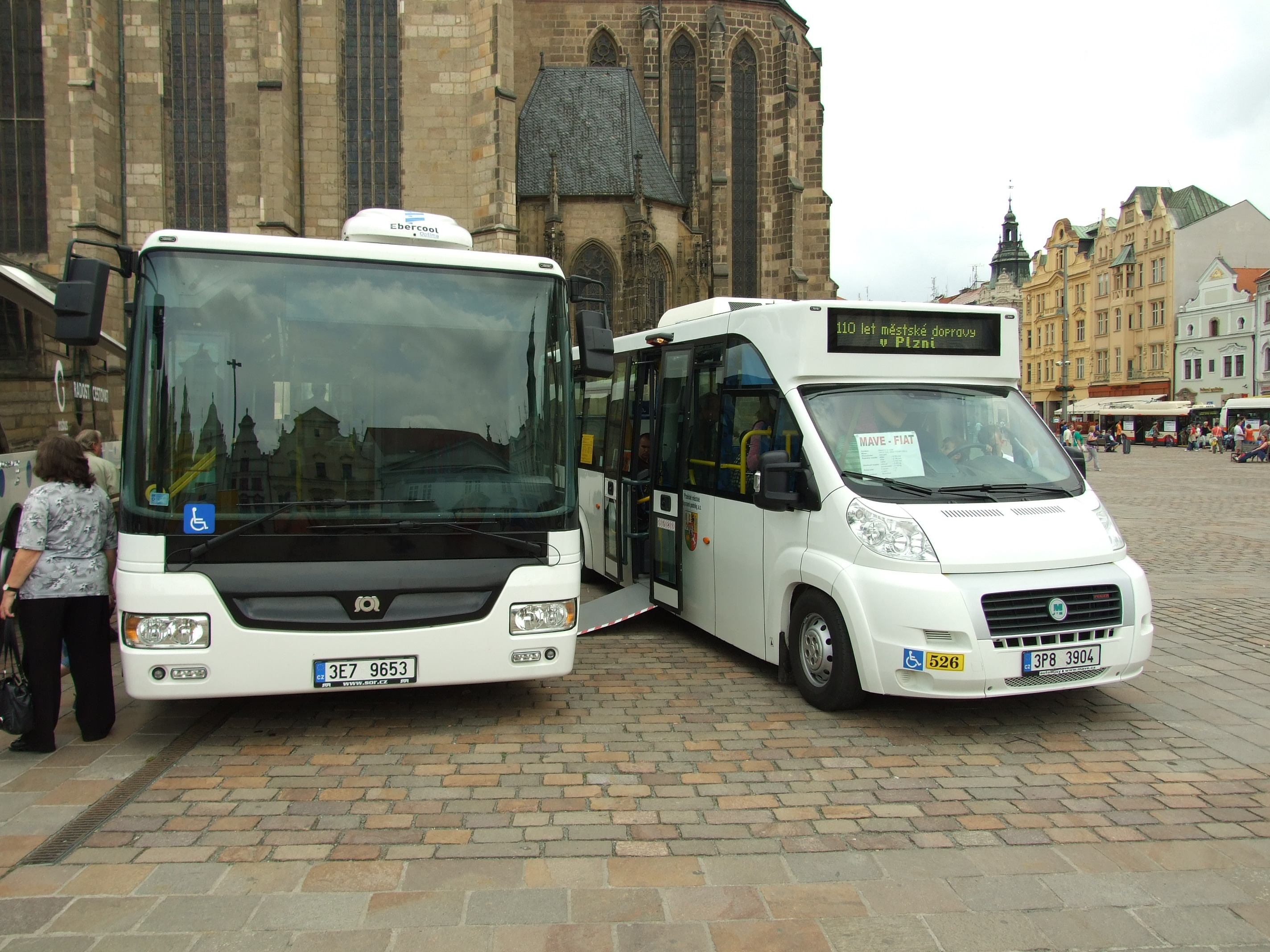
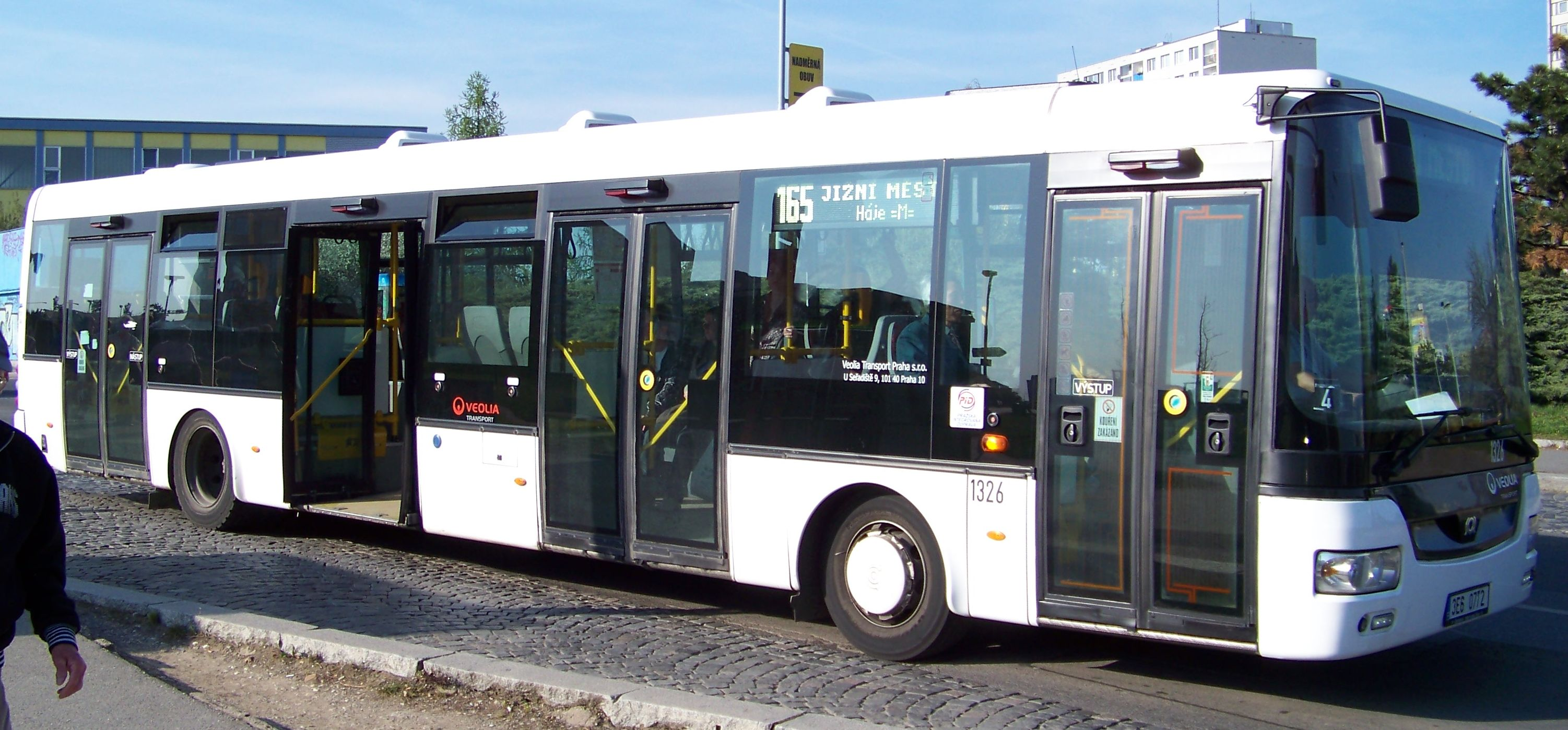
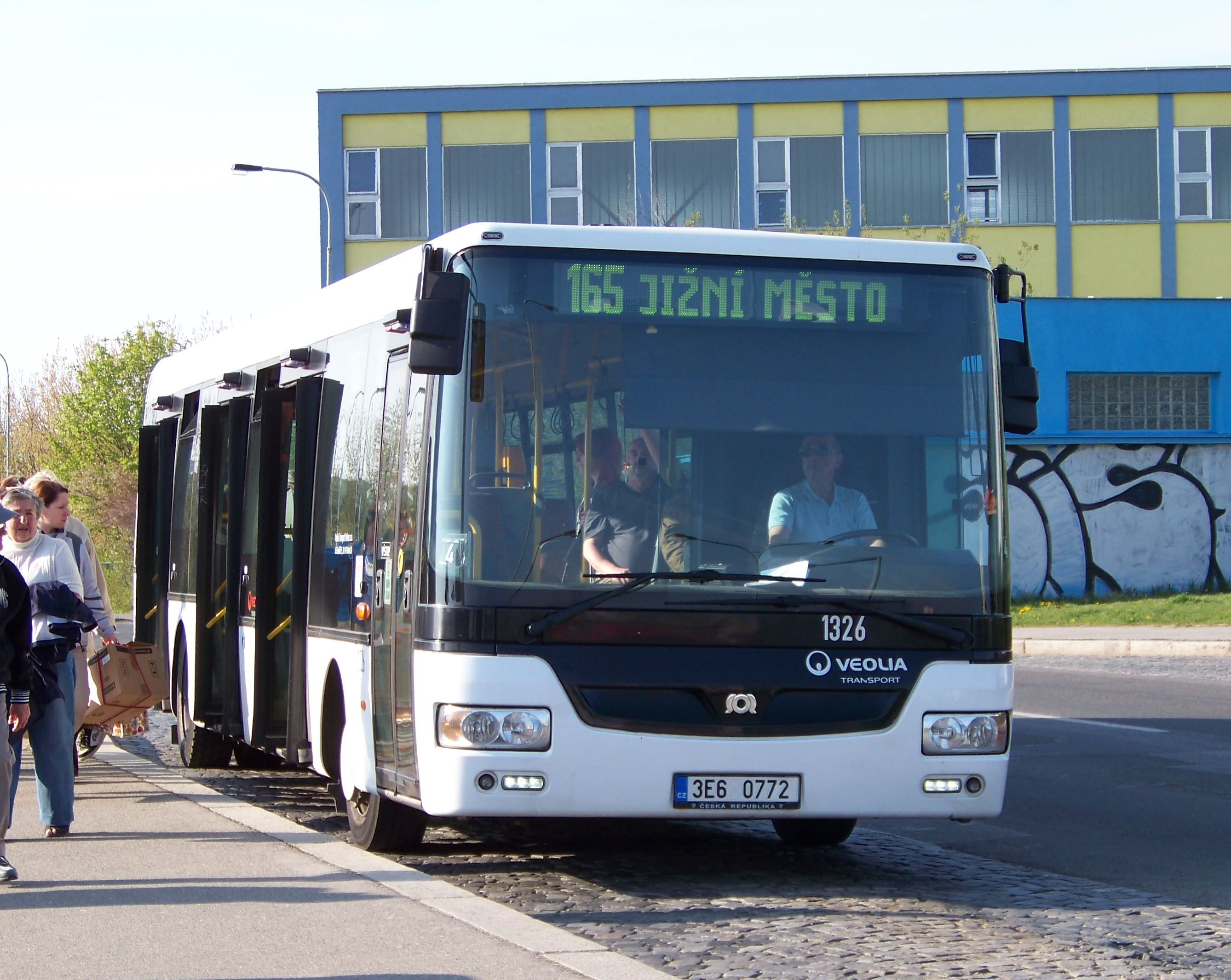
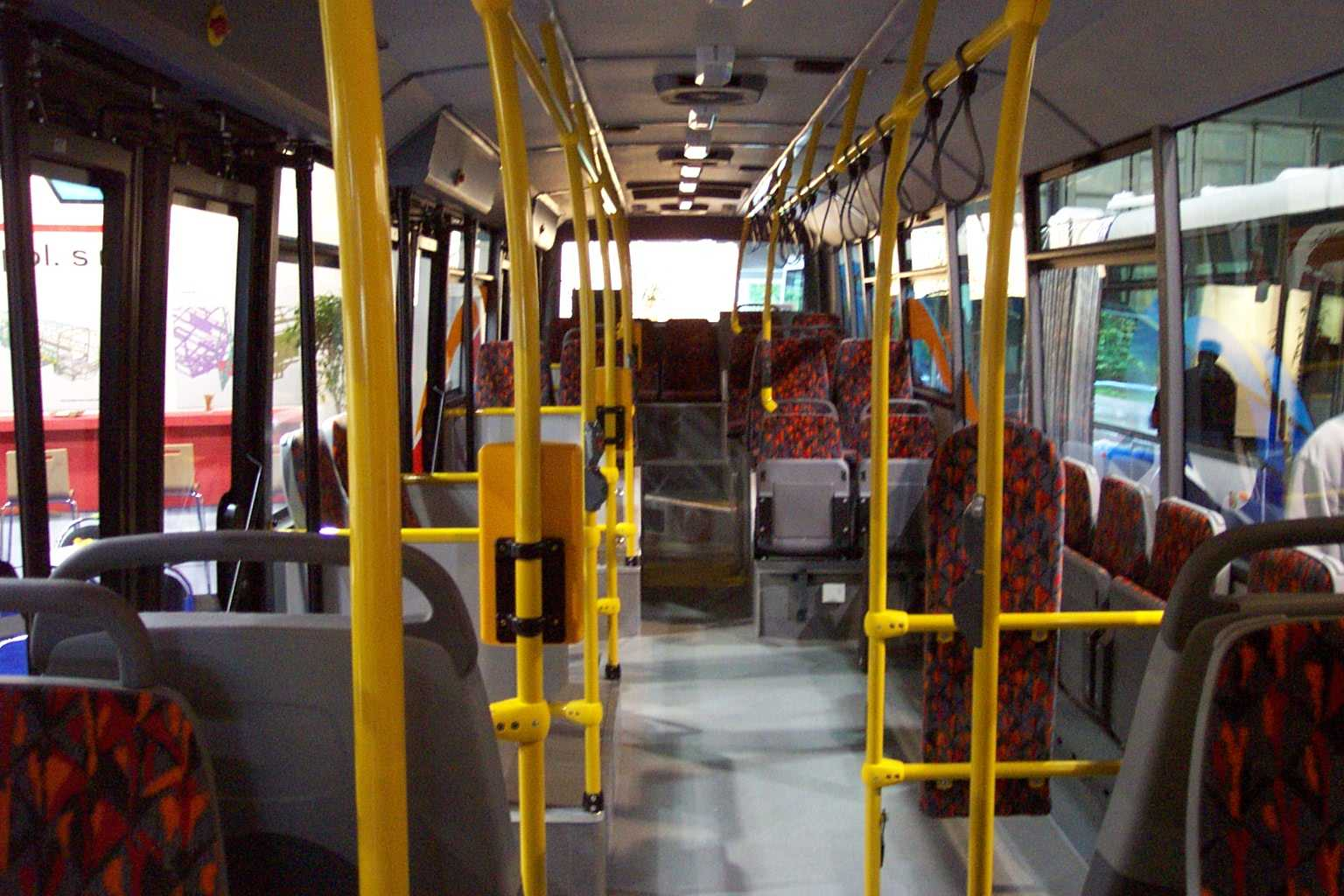